# Вейхер, Людвиг
Людвиг Вейхер (умер в 1656) — государственный и военный деятель Речи Посполитой, полковник с 1647 года, каштелян эльблонгский с 1648 года, воевода поморский (1649—1656), староста скаржевский и валцкий.

## Биография
Представитель польского шляхетского рода Вейхеров, имевшего собственный герб. Четвертый сын воеводы хелминского Яна Вейхера (1580—1626) и Анны Щавинской (ум. 1627). Братья — воевода хелминский Николай Вейхер (ум. 1647) и воевода мальборкский Якуб Вейхер (1609—1657).
Ка и большинство членов его семьи, Людвиг избрал военную карьеру. Во время Тридцатилетней войны он воевал в армии Католической лиги в Германии и Франции. Людвиг Вейхер принимал участие в польско-шведской войне 1626—1629 годов.
В ноябре 1648 года во время национально-освободительного восстания Хмельницкого на Украине Людвиг Вейхер успешно руководил обороной крепости Замостье, осажденной казацко-татарскими войсками. В 1651 году он участвовал в разгроме поляками казацких полков в битве под Берестечком на Волыни. В 1655 году во шведского вторжения братья, воевода мальборкский Якуб Вейхер и воевода поморский Людвиг Вейхер организовали оборону Померании, укрепив своими собственными отрядами замки Свеце и Тчев.
14 марта 1656 года воевода поморский Людвиг Вейхер скончался во время осады шведскими войсками Мальборка.
С 1645 года он был женат на Катарине Ядвиге Денгоф, дочери воеводы поморского Герарда Денгофа. Брак был бездетным.
В романе Генрика Сенкевича «Огнем и мечом» Людвиг Вейхер упоминается в качестве защитника Замостья (в соответствии с исторической правдой). Под его командованием в то время служил пан Ян Скшетуский. Людвиг Вейхер также упоминается Сенкевичем в его другом романе «Потоп», где руководит обороной Мальборка, осажденного шведами.